# Az Amerikai Egyesült Államok az 1980. évi téli olimpiai játékokon
Az Amerikai Egyesült Államok a Lake Placidben megrendezett 1980. évi téli olimpiai játékok házigazda nemzeteként vett részt a versenyeken. Az országot az olimpián 10 sportágban 101 sportoló képviselte, akik összesen 12 érmet szereztek.

## Érmesek
| Érem  | Versenyző | Sportág        | Versenyszám      |
| ----- | --- | -------------- | ---------------- |
| Arany | Eric Heiden | Gyorskorcsolya | Férfi 500 m      |
| Arany | Eric Heiden | Gyorskorcsolya | Férfi 1000 m     |
| Arany | Eric Heiden | Gyorskorcsolya | Férfi 1500 m     |
| Arany | Eric Heiden | Gyorskorcsolya | Férfi 5000 m     |
| Arany | Eric Heiden | Gyorskorcsolya | Férfi 10 000 m   |
| Arany | Nemzeti válogatott Jim Craig Jack O'Callahan Bill Baker Ken Morrow Mike Ramsey Bob Suter Dave Christian Dave Silk Steve Janaszak Mark Johnson Rob McClanahan John Harrington Mark Pavelich Buzz Schneider Steve Christoff Neal Broten Mike Eruzione Eric Strobel Mark Wells Phil Verchota | Jégkorong      | Férfi            |
| Ezüst | Phil Mahre | Alpesisí       | Férfi műlesiklás |
| Ezüst | Leah Poulos | Gyorskorcsolya | Női 500 m        |
| Ezüst | Linda Fratianne | Műkorcsolya    | Női egyéni       |
| Ezüst | Leah Poulos | Gyorskorcsolya | Női 1000 m       |
| Bronz | Beth Heiden | Gyorskorcsolya | Női 3000 m       |
| Bronz | Charles Tickner | Műkorcsolya    | Férfi egyéni     |

## Alpesisí
Férfi
| Versenyző      | Versenyszám      | 1. futam      | 1. futam      | 2. futam      | 2. futam      | Összesítés    | Összesítés    |
| Versenyző      | Versenyszám      | Idő           | Hely.         | Idő           | Hely.         | Idő           | Helyezés      |
| -------------- | ---------------- | ------------- | ------------- | ------------- | ------------- | ------------- | ------------- |
| Cary Adgate    | Óriás-műlesiklás | 1:22,48       | 23.           | nem ért célba | nem ért célba | kiesett       | kiesett       |
| Karl Anderson  | Lesiklás         |               |               |               |               | nem ért célba | nem ért célba |
| Phil Mahre     | Lesiklás         |               |               |               |               | 1:48,88       | 14.           |
| Phil Mahre     | Műlesiklás       | 53,31         | 1.            | 51,45         | 8.            | 1:44,76       |               |
| Phil Mahre     | Óriás-műlesiklás | 1:21,74       | 14.           | 1:22,59       | 10.           | 2:44,33       | 10.           |
| Steve Mahre    | Műlesiklás       | nem ért célba | nem ért célba | kiesett       | kiesett       | kiesett       | kiesett       |
| Steve Mahre    | Óriás-műlesiklás | 1:21,86       | 15.           | 1:23,08       | 15.           | 2:44,94       | 15.*          |
| Andy Mill      | Lesiklás         |               |               |               |               | 1:49,07       | 16.           |
| Pete Patterson | Lesiklás         |               |               |               |               | 1:47,04       | 5.            |
| Pete Patterson | Műlesiklás       | nem ért célba | nem ért célba | kiesett       | kiesett       | kiesett       | kiesett       |
| Pete Patterson | Óriás-műlesiklás | nem ért célba | nem ért célba | kiesett       | kiesett       | kiesett       | kiesett       |
| Billy Taylor   | Műlesiklás       | nem ért célba | nem ért célba | kiesett       | kiesett       | kiesett       | kiesett       |

Női
| Versenyző       | Versenyszám      | 1. futam      | 1. futam      | 2. futam      | 2. futam      | Összesítés | Összesítés |
| Versenyző       | Versenyszám      | Idő           | Hely.         | Idő           | Hely.         | Idő        | Helyezés   |
| --------------- | ---------------- | ------------- | ------------- | ------------- | ------------- | ---------- | ---------- |
| Christin Cooper | Műlesiklás       | 44,23         | 7.            | 45,05         | 7.            | 1:29,28    | 8.         |
| Christin Cooper | Óriás-műlesiklás | 1:16,61       | 9.            | 1:28,10       | 7.            | 2:44,71    | 7.         |
| Abbi Fisher     | Műlesiklás       | 45,10         | 14.           | nem ért célba | nem ért célba | kiesett    | kiesett    |
| Holly Flanders  | Lesiklás         |               |               |               |               | 1:40,96    | 14.        |
| Tamara McKinney | Műlesiklás       | nem ért célba | nem ért célba | kiesett       | kiesett       | kiesett    | kiesett    |
| Tamara McKinney | Óriás-műlesiklás | nem ért célba | nem ért célba | kiesett       | kiesett       | kiesett    | kiesett    |
| Cindy Nelson    | Lesiklás         |               |               |               |               | 1:39,69    | 7.*        |
| Cindy Nelson    | Műlesiklás       | 44,96         | 12.           | 45,89         | 13.           | 1:30,85    | 11.        |
| Cindy Nelson    | Óriás-műlesiklás | 1:17,42       | 13.           | 1:29,90       | 14.           | 2:47,32    | 13.        |
| Heidi Preuss    | Lesiklás         |               |               |               |               | 1:39,51    | 4.         |
| Heidi Preuss    | Óriás-műlesiklás | 1:17,54       | 15.           | 1:30,83       | 20.           | 2:48,37    | 17.        |

* - egy másik versenyzővel azonos eredményt ért el

## Biatlon
| Versenyző                                          | Versenyszám      | Lövőhiba | Időeredmény | Helyezés |
| -------------------------------------------------- | ---------------- | -------- | ----------- | -------- |
| Martin Hagen                                       | 20 km egyéni     | 8        | 1:21:02,95  | 36.      |
| Peter Hoag, Jr.                                    | 10 km sprint     | 4        | 38:53,44    | 45.      |
| Glen Jobe, Jr.                                     | 20 km egyéni     | 6        | 1:21:36,52  | 38.      |
| Lyle Nelson                                        | 10 km sprint     | 2        | 35:40,56    | 19.      |
| Donald Nielsen, Jr.                                | 10 km sprint     | 6        | 38:51,02    | 44.      |
| Johnny Ruger                                       | 20 km egyéni     | 21       | 1:33:30,80  | 45.      |
| Martin Hagen Lyle Nelson Donald Nielsen Peter Hoag | 4 × 7,5 km váltó | 0        | 1:39:24,29  | 8.       |

## Bob
| Versenyző                                           | Versenyszám | 1. futam | 1. futam | 2. futam | 2. futam | 3. futam | 3. futam | 4. futam | 4. futam | Összesítés | Összesítés |
| Versenyző                                           | Versenyszám | Idő      | Hely.    | Idő      | Hely.    | Idő      | Hely.    | Idő      | Hely.    | Idő        | Helyezés   |
| --------------------------------------------------- | ----------- | -------- | -------- | -------- | -------- | -------- | -------- | -------- | -------- | ---------- | ---------- |
| Brent Rushlaw Joe Tyler                             | Kettes      | 1:02,90  | 5.       | 1:02,81  | 3.       | 1:02,99  | 5.       | 1:03,42  | 8.       | 4:12,12    | 6.         |
| Howard Siler Dick Nalley                            | Kettes      | 1:03,04  | 6.       | 1:03,04  | 6.       | 1:02,65  | 2.       | 1:03,00  | 5.       | 4:11,73    | 5.         |
| Bob Hickey Jeff Jordan Willie Davenport Jeff Gadley | Négyes      | 1:01,49  | 12.*     | 1:01,81  | 14.      | 1:01,04  | 13.      | 1:01,77  | 14.      | 4:06,11    | 12.        |
| Howard Siler Joe Tyler Jeff Jost Dick Nalley        | Négyes      | 1:01,49  | 12.*     | 1:01,69  | 13.      | 1:01,30  | 14.      | 1:01,72  | 12.      | 4:06,20    | 13.        |

* - egy másik csapattal azonos eredményt ért el

## Északi összetett
| Versenyző        | Síugrás | Síugrás | Sífutás       | Sífutás       | Sífutás       | Összesítés | Összesítés |
| Versenyző        | Pont    | Hely.   | Idő           | Pont          | Hely.         | Pont       | Helyezés   |
| ---------------- | ------- | ------- | ------------- | ------------- | ------------- | ---------- | ---------- |
| Gary Crawford    | 161,7   | 29.     | 52:21,3       | 178,480       | 25.           | 340,180    | 28.        |
| Mike Devecka     | 174,5   | 22.     | nem ért célba | nem ért célba | nem ért célba | kiesett    | kiesett    |
| Kerry Lynch      | 180,3   | 20.     | 49:44,3       | 202,030       | 12.           | 382,330    | 18.        |
| Walter Malmquist | 221,8   | 2.      | 52:54,5       | 173,500       | 27.           | 395,300    | 12.        |

## Gyorskorcsolya
Férfi
| Versenyző      | Versenyszám | Eredmény       | Helyezés       |
| -------------- | ----------- | -------------- | -------------- |
| Jim Chapin     | 500 m       | 39,74          | 24.            |
| Eric Heiden    | 500 m       | 38,03          |                |
| Eric Heiden    | 1000 m      | 1:15,18        |                |
| Eric Heiden    | 1500 m      | 1:55,44        |                |
| Eric Heiden    | 5000 m      | 7:02,29        |                |
| Eric Heiden    | 10 000 m    | 14:28,13       |                |
| Dan Immerfall  | 500 m       | 38,69          | 5.             |
| Craig Kressler | 1000 m      | 1:18,37        | 11.            |
| Craig Kressler | 1500 m      | 2:00,60        | 18.            |
| Craig Kressler | 5000 m      | 7:25,43        | 18.            |
| Craig Kressler | 10 000 m    | nem ért célba~ | nem ért célba~ |
| Peter Mueller  | 1000 m      | 1:17,11        | 5.             |
| Tom Plant      | 1500 m      | 2:00,57        | 17.            |
| Mike Woods     | 5000 m      | 7:10,39        | 7.             |
| Mike Woods     | 10 000 m    | 14:39,53       | 4.             |

Női
| Versenyző           | Versenyszám | Eredmény | Helyezés |
| ------------------- | ----------- | -------- | -------- |
| Mary Docter         | 1500 m      | 2:14,74  | 12.      |
| Mary Docter         | 3000 m      | 4:39,29  | 6.       |
| Sarah Docter        | 500 m       | 44,48    | 23.      |
| Sarah Docter        | 1000 m      | 1:28,80  | 14.*     |
| Sarah Docter        | 1500 m      | 2:15,11  | 13.      |
| Sarah Docter        | 3000 m      | 4:43,30  | 10.      |
| Beth Heiden         | 500 m       | 43,18    | 7.       |
| Beth Heiden         | 1000 m      | 1:27,01  | 5.       |
| Beth Heiden         | 1500 m      | 2:13,10  | 7.       |
| Beth Heiden         | 3000 m      | 4:33,77  |          |
| Leah Poulos-Mueller | 500 m       | 42,26    |          |
| Leah Poulos-Mueller | 1000 m      | 1:25,41  |          |

* - egy másik versenyzővel azonos eredményt ért el

~ - a futam során elesett

## Jégkorong
| Amerikai férfi jégkorongcsapat-játékoskeret                                                                 | Amerikai férfi jégkorongcsapat-játékoskeret                                                                   | Amerikai férfi jégkorongcsapat-játékoskeret                                          |
| --- | --- | ------------------------------------------------------------------------------------ |
| - Bill Baker - Neal Broten - Dave Christian - Steve Christoff - Jim Craig - Mike Eruzione - John Harrington | - Steve Janaszak - Mark Johnson - Rob McClanahan - Ken Morrow - Jack O'Callahan - Mark Pavelich - Mike Ramsey | - Buzz Schneider - Dave Silk - Bob Suter - Eric Strobel - Phil Verchota - Mark Wells |

### Eredmények
Kék csoport
| Csapat           | M | Gy | D | V | G+ | G– | Gk  | P |
| ---------------- | - | -- | - | - | -- | -- | --- | - |
| Svédország       | 5 | 4  | 1 | 0 | 26 | 7  | +19 | 9 |
| Egyesült Államok | 5 | 4  | 1 | 0 | 25 | 10 | +15 | 9 |
| Csehszlovákia    | 5 | 3  | 0 | 2 | 34 | 16 | +18 | 6 |
| Románia          | 5 | 1  | 1 | 3 | 13 | 29 | –16 | 3 |
| NSZK             | 5 | 1  | 0 | 4 | 21 | 30 | –9  | 2 |
| Norvégia         | 5 | 0  | 1 | 4 | 9  | 36 | –27 | 1 |

| 1980. február 12. | Egyesült Államok (USA) | 2 – 2 (0–1, 1–0, 1–1) | Svédország | Lake Placid |

|  |  |  |  |  |
|  |  |  |  |  |
|  |  |  |  |  |
|  |  |  |  |  |

| 1980. február 14. | Egyesült Államok (USA) | 7 – 3 (2–2, 2–0, 3–1) | Csehszlovákia | Lake Placid |

|  |  |  |  |  |
|  |  |  |  |  |
|  |  |  |  |  |
|  |  |  |  |  |

| 1980. február 16. | Egyesült Államok (USA) | 5 – 1 (0–1, 3–0, 2–0) | Norvégia | Lake Placid |

|  |  |  |  |  |
|  |  |  |  |  |
|  |  |  |  |  |
|  |  |  |  |  |

| 1980. február 18. | Egyesült Államok (USA) | 7 – 2 (2–0, 2–1, 3–1) | Románia | Lake Placid |

|  |  |  |  |  |
|  |  |  |  |  |
|  |  |  |  |  |
|  |  |  |  |  |

| 1980. február 20. | Egyesült Államok (USA) | 4 – 2 (0–2, 2–0, 2–0) | NSZK | Lake Placid |

|  |  |  |  |  |
|  |  |  |  |  |
|  |  |  |  |  |
|  |  |  |  |  |

Négyes döntő
| 1980. február 22. | Egyesült Államok (USA) | 4 – 3 (2–2, 0–1, 2–0) | Szovjetunió | Lake Placid |

|  |  |  |  |  |
|  |  |  |  |  |
|  |  |  |  |  |
|  |  |  |  |  |

| 1980. február 24. | Egyesült Államok (USA) | 4 – 2 (0–1, 1–1, 3–0) | Finnország | Lake Placid |

|  |  |  |  |  |
|  |  |  |  |  |
|  |  |  |  |  |
|  |  |  |  |  |

Végeredmény
A táblázat tartalmazza
- a Vörös csoportban lejátszott Szovjetunió – Finnország 4–2-es,
- a Kék csoportban lejátszott Egyesült Államok – Svédország 2–2-es eredményt is.

| Csapat           | M | Gy | D | V | G+ | G– | Gk | P |
| ---------------- | - | -- | - | - | -- | -- | -- | - |
| Egyesült Államok | 3 | 2  | 1 | 0 | 10 | 7  | +3 | 5 |
| Szovjetunió      | 3 | 2  | 0 | 1 | 16 | 8  | +8 | 4 |
| Svédország       | 3 | 0  | 2 | 1 | 7  | 14 | –7 | 2 |
| Finnország       | 3 | 0  | 1 | 2 | 7  | 11 | –4 | 1 |

| Csapat           | Helyezés |
| ---------------- | -------- |
| Egyesült Államok |          |

## Műkorcsolya
| Versenyző                         | Versenyszám  | Kötelező elemek   | Kötelező elemek | Rövid program     | Rövid program | Kűr               | Kűr   | Összesítés                     | Összesítés                     | Összesítés                     | Összesítés                     | Összesítés                     | Összesítés                     | Összesítés                     | Összesítés                     | Összesítés                     | Összesítés        | Összesítés        | Összesítés  | Összesítés | Összesítés |
| Versenyző                         | Versenyszám  | Kötelező elemek   | Kötelező elemek | Rövid program     | Rövid program | Kűr               | Kűr   | Helyezési pontszámok bírónként | Helyezési pontszámok bírónként | Helyezési pontszámok bírónként | Helyezési pontszámok bírónként | Helyezési pontszámok bírónként | Helyezési pontszámok bírónként | Helyezési pontszámok bírónként | Helyezési pontszámok bírónként | Helyezési pontszámok bírónként | Több. hely. száma | Több. hely. össz. | Hely. össz. | Pont       | Helyezés   |
| Versenyző                         | Versenyszám  | Több. hely. száma | Hely.           | Több. hely. száma | Hely.         | Több. hely. száma | Hely. | 1                              | 2                              | 3                              | 4                              | 5                              | 6                              | 7                              | 8                              | 9                              | Több. hely. száma | Több. hely. össz. | Hely. össz. | Pont       | Helyezés   |
| --------------------------------- | ------------ | ----------------- | --------------- | ----------------- | ------------- | ----------------- | ----- | ------------------------------ | ------------------------------ | ------------------------------ | ------------------------------ | ------------------------------ | ------------------------------ | ------------------------------ | ------------------------------ | ------------------------------ | ----------------- | ----------------- | ----------- | ---------- | ---------- |
| Charlie Tickner                   | Férfi egyéni | 7×2+              | 2.              | 6×5+              | 5.            | 5×3+              | 3.    | 4,0                            | 3,0                            | 3,0                            | 2,0                            | 3,0                            | 3,0                            | 4,0                            | 3,0                            | 3,0                            | 7×3+              | 20,0              | 28,0        | 187,06     |            |
| David Santee                      | Férfi egyéni | 7×3+              | 3.              | 6×3+              | 3.            | 7×5+              | 5.    | 3,0                            | 4,0                            | 4,0                            | 4,0                            | 4,0                            | 4,0                            | 3,0                            | 4,0                            | 4,0                            | 9×4+              | 34,0              | 34,0        | 185,52     | 4.         |
| Scott Hamilton                    | Férfi egyéni | 5×7+              | 8.              | 6×4+              | 4.            | 7×4+              | 4.    | 5,0                            | 5,0                            | 5,0                            | 5,0                            | 5,0                            | 5,0                            | 5,0                            | 5,0                            | 5,0                            | 9×5+              | 45,0              | 45,0        | 181,78     | 5.         |
| Linda Fratianne                   | Női egyéni   | 7×3+              | 3.              | 7×1+              | 1.            | 8×2+              | 2.    | 2,0                            | 2,0                            | 1,0                            | 1,0                            | 2,0                            | 2,0                            | 2,0                            | 2,0                            | 2,0                            | 9×2+              | 16,0              | 16,0        | 188,30     |            |
| Lisa-Marie Allen                  | Női egyéni   | 7×8+              | 8.              | 7×3+              | 3.            | 6×4+              | 4.    | 5,0                            | 4,0                            | 5,0                            | 4,0                            | 6,0                            | 5,0                            | 5,0                            | 5,0                            | 6,0                            | 7×5+              | 33,0              | 45,0        | 179,42     | 5.         |
| Sandy Lenz                        | Női egyéni   | 8×11+             | 11.             | 5×6+              | 6.            | 5×7+              | 7.    | 9,0                            | 8,0                            | 8,0                            | 8,0                            | 10,0                           | 9,0                            | 10,0                           | 10,0                           | 10,0                           | 5×9+              | 42,0              | 82,0        | 172,74     | 9.         |
| Kitty Carruthers Peter Carruthers | Páros        |                   |                 | 6×5+              | 5.            | 6×5+              | 5.    | 5,0                            | 4,0                            | 5,0                            | 5,0                            | 5,0                            | 6,0                            | 5,0                            | 5,0                            | 6,0                            | 7×5+              | 34,0              | 46,0        | 137,38     | 5.         |
| Sheryl Franks Michael Botticelli  | Páros        |                   |                 | 9×8+              | 7.            | 6×7+              | 7.    | 7,0                            | 7,0                            | 6,0                            | 7,0                            | 6,0                            | 8,0                            | 8,0                            | 7,0                            | 8,0                            | 6×7+              | 40,0              | 64,0        | 133,84     | 7.         |

| Versenyző                     | Versenyszám | Kötelező táncok   | Kötelező táncok | Eredeti (original) tánc | Eredeti (original) tánc | Kűr               | Kűr   | Összesítés                     | Összesítés                     | Összesítés                     | Összesítés                     | Összesítés                     | Összesítés                     | Összesítés                     | Összesítés                     | Összesítés                     | Összesítés        | Összesítés        | Összesítés  | Összesítés | Összesítés |
| Versenyző                     | Versenyszám | Kötelező táncok   | Kötelező táncok | Eredeti (original) tánc | Eredeti (original) tánc | Kűr               | Kűr   | Helyezési pontszámok bírónként | Helyezési pontszámok bírónként | Helyezési pontszámok bírónként | Helyezési pontszámok bírónként | Helyezési pontszámok bírónként | Helyezési pontszámok bírónként | Helyezési pontszámok bírónként | Helyezési pontszámok bírónként | Helyezési pontszámok bírónként | Több. hely. száma | Több. hely. össz. | Hely. össz. | Pont       | Helyezés   |
| Versenyző                     | Versenyszám | Több. hely. száma | Hely.           | Több. hely. száma       | Hely.                   | Több. hely. száma | Hely. | 1                              | 2                              | 3                              | 4                              | 5                              | 6                              | 7                              | 8                              | 9                              | Több. hely. száma | Több. hely. össz. | Hely. össz. | Pont       | Helyezés   |
| ----------------------------- | ----------- | ----------------- | --------------- | ----------------------- | ----------------------- | ----------------- | ----- | ------------------------------ | ------------------------------ | ------------------------------ | ------------------------------ | ------------------------------ | ------------------------------ | ------------------------------ | ------------------------------ | ------------------------------ | ----------------- | ----------------- | ----------- | ---------- | ---------- |
| Judy Blumberg Michael Seibert | Jégtánc     | 6×7+              | 7.              | 6×6+                    | 7.                      | 7×7+              | 7.    | 6,0                            | 8,0                            | 8,0                            | 7,0                            | 8,0                            | 7,0                            | 8,0                            | 7,0                            | 7,0                            | 5×7+              | 34,0              | 66,0        | 190,30     | 7.         |
| Stacey Smith John Summers     | Jégtánc     | 7×8+              | 8.              | 9×9+                    | 9.                      | 7×8+              | 8.    | 8,0                            | 7,0                            | 9,0                            | 9,0                            | 7,0                            | 8,0                            | 9,0                            | 9,0                            | 9,0                            | 9×9+              | 75,0              | 75,0        | 188,38     | 9.         |

## Sífutás
Férfi
| Versenyző                                       | Versenyszám     | Eredmény      | Helyezés      |
| ----------------------------------------------- | --------------- | ------------- | ------------- |
| Tim Caldwell                                    | 15 km           | 44:30,41      | 25.           |
| Stan Dunklee                                    | 15 km           | 44:03,84      | 22.           |
| Stan Dunklee                                    | 30 km           | 1:33:48,02    | 30.           |
| Stan Dunklee                                    | 50 km           | 2:42:20,20    | 33.           |
| Jim Galanes                                     | 15 km           | 44:46,48      | 33.           |
| Jim Galanes                                     | 30 km           | 1:36:15,17    | 41.           |
| Jim Galanes                                     | 50 km           | 2:37:09,64    | 20.           |
| Bill Koch                                       | 15 km           | 43:38,56      | 16.           |
| Bill Koch                                       | 30 km           | nem ért célba | nem ért célba |
| Bill Koch                                       | 50 km           | 2:34:31,62    | 13.           |
| Doug Peterson                                   | 30 km           | 1:38:29,86    | 45.           |
| Doug Peterson                                   | 50 km           | nem ért célba | nem ért célba |
| Bill Koch Tim Caldwell Jim Galanes Stan Dunklee | 4 × 10 km váltó | 2:04:12,17    | 8.            |

Női
| Versenyző                                                                                  | Versenyszám    | Eredmény   | Helyezés |
| ------------------------------------------------------------------------------------------ | -------------- | ---------- | -------- |
| Leslie Bancroft-Krichko                                                                    | 5 km           | 16:39,71   | 33.      |
| Leslie Bancroft-Krichko                                                                    | 10 km          | 33:04,71   | 28.      |
| Betsy Haines                                                                               | 5 km           | 17:27,75   | 37.      |
| Alison Owen-Spencer                                                                        | 5 km           | 16:05,04   | 22.      |
| Alison Owen-Spencer                                                                        | 10 km          | 32:41,33   | 22.      |
| Beth Paxson                                                                                | 5 km           | 16:20,93   | 26.      |
| Beth Paxson                                                                                | 10 km          | 33:01,60   | 25.      |
| Lynn von der Heide-Spencer-Galanes                                                         | 10 km          | 33:13,89   | 31.      |
| Alison Owen-Spencer Beth Paxson Leslie Bancroft-Krichko Lynn von der Heide-Spencer-Galanes | 4 × 5 km váltó | 1:06:55,41 | 7.       |

## Síugrás
| Versenyző            | Versenyszám | 1. ugrás | 1. ugrás | 2. ugrás | 2. ugrás | Összesítés | Összesítés |
| Versenyző            | Versenyszám | Pont     | Hely.    | Pont     | Hely.    | Pont       | Helyezés   |
| -------------------- | ----------- | -------- | -------- | -------- | -------- | ---------- | ---------- |
| Jeff Davis           | Normálsánc  | 105,7    | 31.      | 120,6    | 10.      | 226,3      | 17.        |
| Jeff Davis           | Nagysánc    | 99,6     | 36.      | 76,9     | 46.      | 176,5      | 44.        |
| Jim Denney           | Normálsánc  | 93,2     | 39.      | 99,7     | 30.      | 192,9      | 36.        |
| Jim Denney           | Nagysánc    | 123,8    | 7.       | 115,3    | 12.      | 239,1      | 8.         |
| Jim Maki             | Normálsánc  | 113,8    | 19.      | 94,9     | 39.      | 208,7      | 26.        |
| Walter Malmquist, II | Nagysánc    | 104,0    | 27.      | 101,4    | 29.      | 205,4      | 27.        |
| Chris McNeill        | Normálsánc  | 110,1    | 25.      | 102,4    | 27.*     | 212,5      | 23.        |
| Reed Zuehlke         | Nagysánc    | 100,4    | 35.      | 68,8     | 48.      | 169,2      | 45.        |

* - egy másik versenyzővel azonos eredményt ért el

## Szánkó
| Versenyző                    | Versenyszám | 1. futam | 1. futam | 2. futam      | 2. futam      | 3. futam | 3. futam | 4. futam | 4. futam | Összesítés | Összesítés |
| Versenyző                    | Versenyszám | Idő      | Hely.    | Idő           | Hely.         | Idő      | Hely.    | Idő      | Hely.    | Idő        | Helyezés   |
| ---------------------------- | ----------- | -------- | -------- | ------------- | ------------- | -------- | -------- | -------- | -------- | ---------- | ---------- |
| John Fee                     | Férfi egyes | 45,328   | 21.      | 45,407        | 15.           | 46,032   | 20.      | 45,345   | 15.      | 3:02,112   | 14.        |
| Richard Stithem              | Férfi egyes | 45,418   | 22.      | 45,938        | 19.           | 46,245   | 21.      | 45,491   | 17.      | 3:03,092   | 20.        |
| Jeff Tucker                  | Férfi egyes | 45,158   | 17.      | 45,311        | 13.           | 45,427   | 14.      | 45,400   | 16.      | 3:01,296   | 12.        |
| Donna Burke                  | Női egyes   | 40,663   | 19.      | 40,931        | 17.           | 40,943   | 16.      | 41,148   | 21.      | 2:43,685   | 17.        |
| Susan Charlesworth           | Női egyes   | 41,018   | 24.      | nem ért célba | nem ért célba | kiesett  | kiesett  | kiesett  | kiesett  | kiesett    | kiesett    |
| Debra Genovese               | Női egyes   | 40,497   | 16.      | 40,811        | 16.           | 40,799   | 15.      | 40,819   | 15.      | 2:42,926   | 15.        |
| Richard Healey Ty Danco      | Kettes      | 40,386   | 12.      | 40,955        | 12.           |          |          |          |          | 1:21,341   | 11.        |
| Frank Masley Raymond Bateman | Kettes      | 48,241   | 19.      | 40,612        | 11.           |          |          |          |          | 1:28,853   | 18.        |